# William Salmon (peintre)
Pour l’article homonyme, voir William Salmon.
William Salmon, né le 9 avril 1928 et mort le 27 octobre 2018, généralement connu sous le nom de Bill Salmon, est un peintre australien.

## Biographie
William Arthur Salmon est né à Geelong, fils de John Walter Salmon (mort le 20 septembre 1956) et de Clarice Bennett Salmon (née Taylor) de Camperdown. Il a étudié au Swinburne Technical College entre 1946 et 1949 et à la George Bell School à Melbourne puis à la Slade School of Art à Londres de 1950 à 1952.
Il a enseigné l'art à la South Australian School of Arts and Crafts de 1953 à 1957, période pendant laquelle il a peint une peinture murale de saint François d'Assise pour l'Assisi Hall à Campbelltown, et l'East Sydney Technical College de 1959 à 1962.
Il est apparu régulièrement en tant qu'Apelles (d'après le peintre antique Apelle) dans la partie consacrée aux arts du programme pour enfants de l'rgonauts Club sur la radio ABC à partir de 1963, succédant à Jeffrey Smart (Phidias) ; il est apparu à la télévision en interviewant des artistes tels que Clifton Pugh, Sidney Nolan et Roland Wakelin.
Il peint un portrait du poète Charles Rischbieth Jury (en), conservé par l'actrice Elspeth Ballantyne (en).
Il meurt le 27 octobre 2018.